# Waterparks (formație)
Waterparks este o trupă rock americană formată în Houston în 2011. În prezent, grupul este format din solistul și chitaristul Awsten Knight, chitaristul principal Geoff Wigington și bateristul Otto Wood.
Trupa a lansat trei EP-uri, dintre care două au fost produse independent, în timp ce al treilea a fost lansat prin Equal Vision. Trupa și-a lansat albumul de studio de debut, Double Dare, pe 4 noiembrie 2016, prin Equal Vision, apoi al doilea album de studio Entertainment la aceeași casă de discuri pe 26 ianuarie 2018. Pe 23 mai 2019, trupa a anunțat că a părăsit Equal Vision și a semnat cu Hopeless. Al treilea album de studio, intitulat Fandom, a fost lansat pe 11 octombrie 2019. Trupa a semnat apoi cu 300 Entertainment, iar al patrulea album de studio, Greatest Hits, a fost lansat pe 21 mai 2021. Au mai semnat cu Fueled by Ramen în 2022, iar al cincilea album de studio, Intellectual Property, a fost lansat în aprilie 2023.